# Aldina da Silva
Vous pouvez aider à l'améliorer ou bien discuter des problèmes sur sa page de discussion.
- Il ne cite pas suffisamment ses sources. Vous pouvez indiquer les passages à sourcer avec {{référence nécessaire}} ou {{Référence souhaitée}}, et inclure les références utiles en les liant aux notes de bas de page. (Marqué depuis avril 2024)
- Certaines informations devraient être mieux reliées aux sources mentionnées dans la bibliographie ou les liens externes. Améliorez sa vérifiabilité en les associant par des références. (Marqué depuis avril 2024)

- Archive Wikiwix
- Bing
- Cairn
- DuckDuckGo
- E. Universalis
- Gallica
- Google
- G. Books
- G. News
- G. Scholar
- Persée
- Qwant
- (zh) Baidu
- (ru) Yandex
- (wd) trouver des œuvres sur Wikidata

Pour les articles homonymes, voir Silva.
Aldina da Silva (1950-2000) est une universitaire et bibliste canadienne.

## Biographie
Elle fut professeure agrégée à la Faculté de théologie et de sciences des religions de l'Université de Montréal, où elle enseignait l'Ancien Testament. Elle était docteur en études bibliques et historienne du Proche-Orient ancien. Elle était d'origine portugaise. Elle est décédée prématurément à Montréal le 25 décembre 2000 des suites d'un cancer. Elle était très appréciée de ses étudiants, au point qu'après son décès, ils avaient décidé d'appeler leur local étudiant l'Agora da Silva en son honneur.
Hormis son poste de professeure, Aldina da Silva était la présidente de l’Association des Études du Proche-Orient ancien jusqu’à son décès. Avec la collaboration de l'éditeur André Martin, elle a fondé puis dirigé la collection Mosaïque, une collection dédiée à des thèmes (non confessionnels) ayant trait à la religion. 14 titres de cette collection ont paru sous sa direction entre 1999 et 2000. À titre d'exemple, en plus de sa propre contribution, des essais aussi variés que la fonction religieuses des pyramides d'Égypte ; un essai sur le modèle haïtien d'«inculturation» (christianisme v/s vaudou); un essai sur la mystique et la médecine chinoise; un essai sur la pensé existentielle du philosophe japonais Nishida; une suite de quatre essais sur le phénomène des expériences de mort  imminentes (EMI); ou encore un essai sur la symbolique des chiffres et des nombres dans la Bible sont des ouvrages qui parurent sous sa direction dans cette collection.
Sa dernière grande entreprise a été sa participation à la traduction de la bible parue aux édition Bayard (aussi dite Bible des écrivains ou Bible Bayard). Dans l'Alliance (Ancien Testament), elle a traduit « Le consolé » (livre de Nahoum) et le « Livre d'Habacqouq » avec Anne Dufourmantelle, « Livre de Ruth » avec Marie NDiaye, « Livre d'Esther » avec Marie Borel, « Esther (Grec) » (livre d'Esther) avec Marie Borel et Jacques Roubaud, « Histoire de Tobit » (livre de Tobit) avec Marie-Andrée Lamontagne.
Outre ses ouvrages scientifiques, Aldina da Silva a même écrit un roman historique, en collaboration avec deux autres auteurs, Éric Bellavance et Alain Ruiz.

## Publications
- La vengeance du sang: peine de mort et sacrifice humain, Médiaspaul, 2006. (en collaboration avec Nelson Tardif et Jean-Marc Gauthier)
- Amos: un prophète « politiquement incorrect », Médiaspaul, 2000. (en collaboration avec Michel Lessard)
- Esther: chronique d'un génocide annoncé, Montréal, Médiaspaul, 2000.
- Les juifs portugais: Exil, héritage et perspectives (1496-1996)', Médiaspaul, 2000.
- Shibtu, le destin d'une princesse syrienne, Beauport, Québec, MNH, 2000, 282 p. (en collaboration avec Éric Bellavance et Alain Ruiz)
- Ce que la Bible ne dit pas, Collection Mosaïque, MNH/Anthropos, 1999. (en collaboration avec Nelson Tardif)
- Les clés de songes dans l'Antiquité Proche-Orientale, Collection Mosaïque, MNH/Anthropos, 1999.
- Vers l'aube, contes bibliques et autres, Beauport, Québec, MNH, 1999.
- L'éthique de la parole donnée: condition de l’engendrement des êtres et du savoir, Beauport, Québec, Collection Mystiques et représentations, MNH, 1998. (en collaboration avec Christian Saint-Germain)
- Échos des murs de Montréal: la parole est à moi!, Montréal, Médiaspaul, 1998.
- Joseph face à ses frères, Médiapaul, 1996.
- Ruth: un évangile pour la femme aujourd'hui, Montréal; Paris, Médiaspaul, 1996.
- La mémoire au féminin : essai sur l'identité des marranes d'aujourd'hui, Montréal, Images, 1996. (en collaboration avec Esther Benaïm-Ouaknine)
- Des femmes aussi faisaient route avec lui, ACEBAC, 1995. (en collaboration avec d'autres auteurs)
- Une lecture de la théologie de Genèse 37-50 à la lumière de la symbolique des vêtements et des rêves, Montréal, Université de Montréal, 1991.
- Les plus anciennes divinités sémitiques : l'apport des Sémites occidentaux, Montréal, Université de Montréal, 1986.